# Tramlijn 2 (Île-de-France)
Lijn 2 van de tram van Île-de-France, dikwijls T2 genoemd, is een Franse tramlijn tussen de zakenwijk La Défense en de Porte de Versailles. De lijn loopt voor het grootste deel buiten de Parijse stadsgrenzen over een oude spoorlijn, waardoor de lijn omschreven kan worden als een sneltramlijn. De lijn is 17,9 kilometer lang, en is op 2 juli 1997 geopend.

## Geschiedenis

Kaart van de lijn

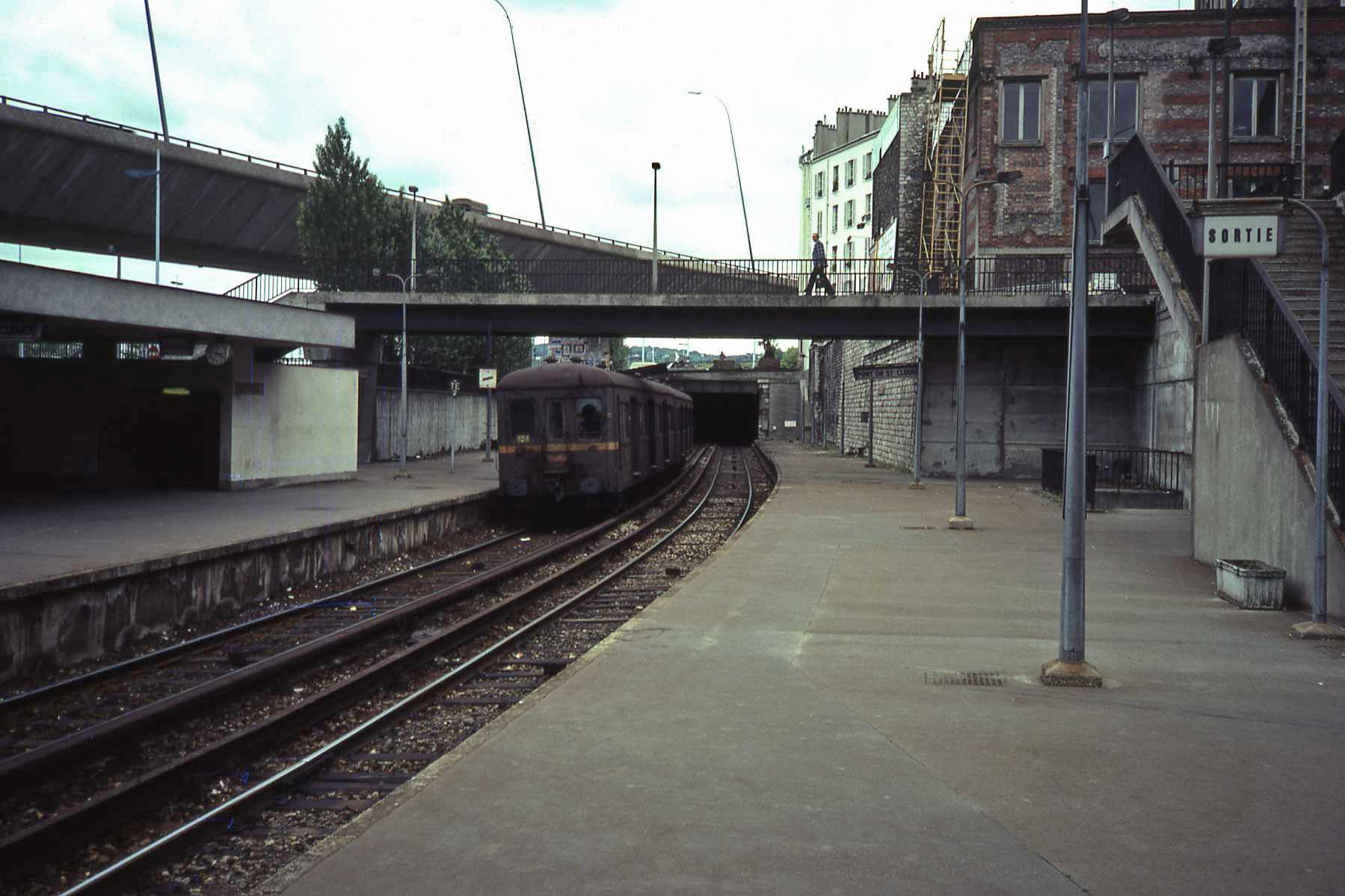
Z 1500-treinstel op halte Pont de Saint-Cloud (juni 1982)

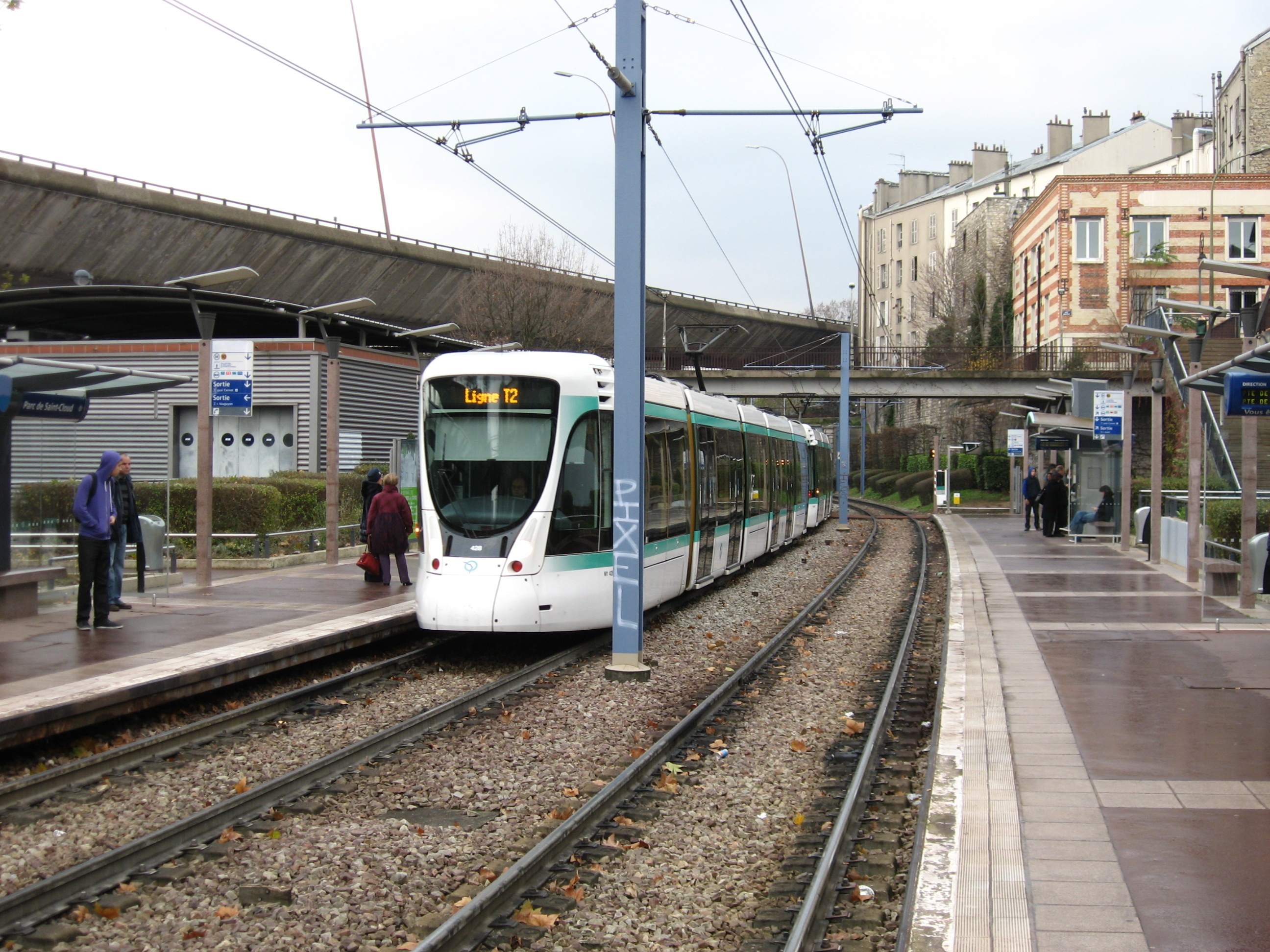
Dezelfde locatie in 2009, met twee gekoppelde trams. De haltenaam is nu Parc de Saint-Cloud.

De lijn werd in 1889 als de spoorlijn ligne des Moulineaux geopend. Vanaf 22 juli 1928 was elektrische tractie mogelijk; hiervoor was een derderailsysteem geïnstalleerd, zoals destijds gebruikelijk voor de Parijse voorstadslijnen. In 1995 staakte de SNCF de exploitatie van de lijn, die niet meer rendabel was. Vlak daarna begon de ombouw naar tramlijn. Deze werd op 2 juli 1997 geopend. De lijn werd vervolgens verlengd tussen het toenmalige eindpunt Issy - Val de Seine en de 2,3 kilometer oostelijker gelegen Porte de Versailles, waardoor een overstap ontstond op tramlijn 3a en metrolijn 12. Deze eerste verlenging werd op 21 november 2009 geopend. De lijn werd hierna opnieuw verlengd, dit keer naar het noorden, in de richting van Pont de Bezons. Deze 4,2 kilometer lange verlenging werd op 19 november 2012 geopend. De reistijd tussen Val d'Oise en La Defense werd teruggebracht van 20 naar 12 minuten.

## Exploitatie
Aanvankelijk werden TFS-trams van de Franse fabrikant Alstom ingezet. Al snel werd duidelijk dat deze niet genoeg capaciteit boden. Daarop werden ze ingezet op lijn T1 en werden voor lijn T2 nieuwe Citadis 302-trams aangeschaft. Vanwege de grote reizigersstroom worden sinds 2005 gekoppelde trams gebruikt, waardoor de capaciteit verdubbelt. De tram bleek een groot succes; dagelijks maken 80.000 mensen er gebruik van.

## Reizigersaantallen
Het totaal aantal vervoerde passagiers is ongeveer twee derde van dat op lijn T1 of lijn T3a, namelijk 81.400 passagiers per dag gemiddeld in 2009. Tussen 1998 (het eerste volledige operationele jaar) en 2006 is het aantal reizigers meer dan verdubbeld; een trend die op alle tramlijnen in Parijs te zien is. Deze sterke stijging, als gevolg van de relatief hoge frequentie en ten dienste van de wijk La Defense, spreekt de pessimistische reizigersprognoses van de SNCF uit de jaren 90 volledig tegen. De keuze voor een tram in plaats van een trein bleek dus erg aantrekkelijk voor reizigers.
| Jaar                         | 1997 | 1998 | 1999 | 2000 | 2001 | 2002 | 2003 | 2004 | 2005 | 2006 |
| Aantal reizigersin miljoenen | 3,1  | 8,5  | 10,4 | 12,8 | 14,3 | 15,9 | 15,2 | 16,5 | 19,2 | 19,9 |

## Toekomst
Er werd over gedacht om lijn 1 verder te verlengen naar het noordwesten. De tramlijnen 1 en 2 zouden dan een ringlijn van ruim 40 kilometer vormen, op vijf kilometer van Parijs. Een eventuele indienststelling zou in 2017 plaatsvinden.